# 福田村 (長崎県)
福田村（ふくだむら）は、かつて長崎県西彼杵郡にあった村である。
現在の長崎市の福田地域に該当する。

## 地理
- 山：岩屋岳、十郎岳
- 河川：小浦川、小江川、大浦川、手熊川

## 歴史
- 1889年（明治22年）4月1日 - 町村制施行により、西彼杵郡福田村が単独で自治体を形成。
- 1945年（昭和20年）8月9日 - 原子爆弾の投下により被爆[2]。
- 1950年（昭和25年）4月1日 - 大浦郷のうち字網場の一部[3]を長崎市に編入[1]。
- 1955年（昭和30年）1月1日 - 長崎市に編入。同日福田村廃止[1]。

## 地名
郷を行政区域とする。福田村は1889年の町村制施行時に単独で自治体として発足したため、大字は無し。
- 大浦郷
- 柿泊郷
- 上浦郷
- 小浦郷
- 小江郷
- 小江原郷
- 手熊郷
- 中浦郷
- 本村郷

## 名所・旧跡
- 小浦遺跡
- 小江原遺跡
- 崎山遺跡
- 手熊遺跡
- 手熊台地遺跡
- 手熊館跡
- 福田城跡
- 舞岳城跡
- 丸木館跡
- 宮尾城跡